# Youth of Today

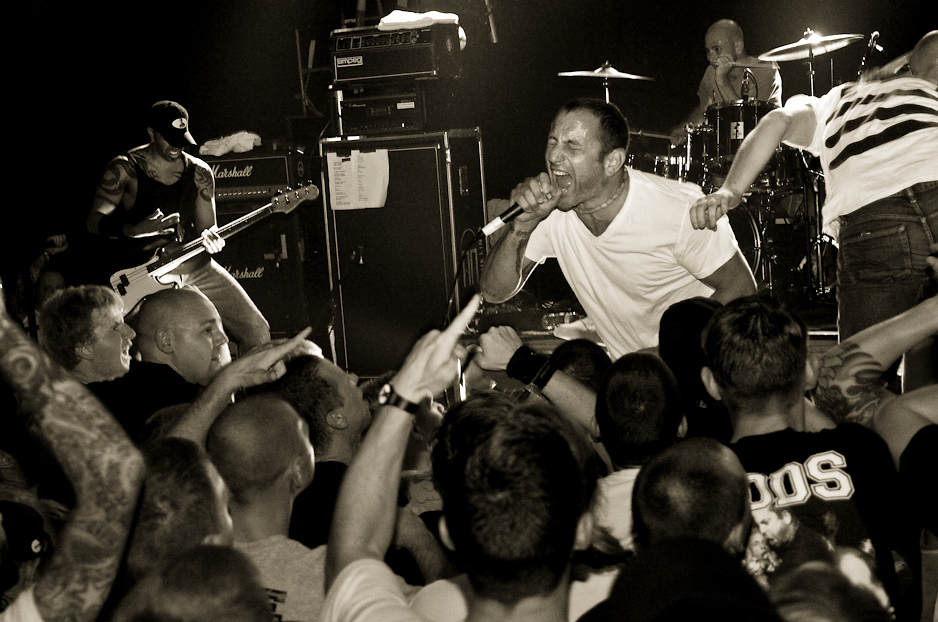
Youth of Today in 2010

Youth of Today was een hardcore punk band uit New York en een van de belangrijkste grondleggers van het subgenre youth crew.
De band werd gevormd in 1985 door Ray Cappo (zang) en John Porcelly (gitaar), met als doel het beginnen van een nieuwe straight-edge-band in een periode dat straight-edge zo goed als dood was. Naast straight edge promootte de band ook fel vegetarisme en dierenrechten.

## Discografie

### Albums
| Jaar | Titel                   | Label                                   | Overige informatie |
| ---- | ----------------------- | --------------------------------------- | ------------------ |
| 1988 | Break Down the Walls    | Revelation Records, Wishingwell Records | Debuutalbum        |
| 1988 | We're Not in This Alone | Caroline Records                        |                    |

### Singles
| Jaar | Titel                  | Label                  | Overige informatie |
| ---- | ---------------------- | ---------------------- | ------------------ |
| 1985 | Can't Close My Eyes 7" | Positive Force Records |                    |
| 1990 | Disengage 7"           | Revelation Records     |                    |